# Nasrullah Khan (Afghanistan)
Nasrullah Khān (pashtu: نصرالله خان; Samarcanda, 1874 – Kabul, 31 maggio 1920) è stato emiro dell'Afghanistan dal 21 al 28 febbraio 1919.

## Biografia

### I primi anni
Nasrullah nacque a Samarcanda nel 1874, secondogenito dei tre figli di Abdur Rahman Khan. Suoi fratelli erano Habibullah Khan, il maggiore, e Mohammed Omar Khan. La nascita di Nasrullah avvenne nel periodo nel quale suo padre Abdur Rahman Khan era in esilio con la famiglia nel Turkestan russo.
Il 22 luglio 1880 il padre di Nasrullah venne riconosciuto quale emiro dopo la fine dell'occupazione britannica dell'Afghanistan, a condizione che la politica estera dell'emirato fosse favorevole alla Gran Bretagna. Con l'ascesa al trono di suo padre, Nasrullah (ed il fratello maggiore Habibullah) divenne shahzada (principe della corona) dell'Afghanistan.

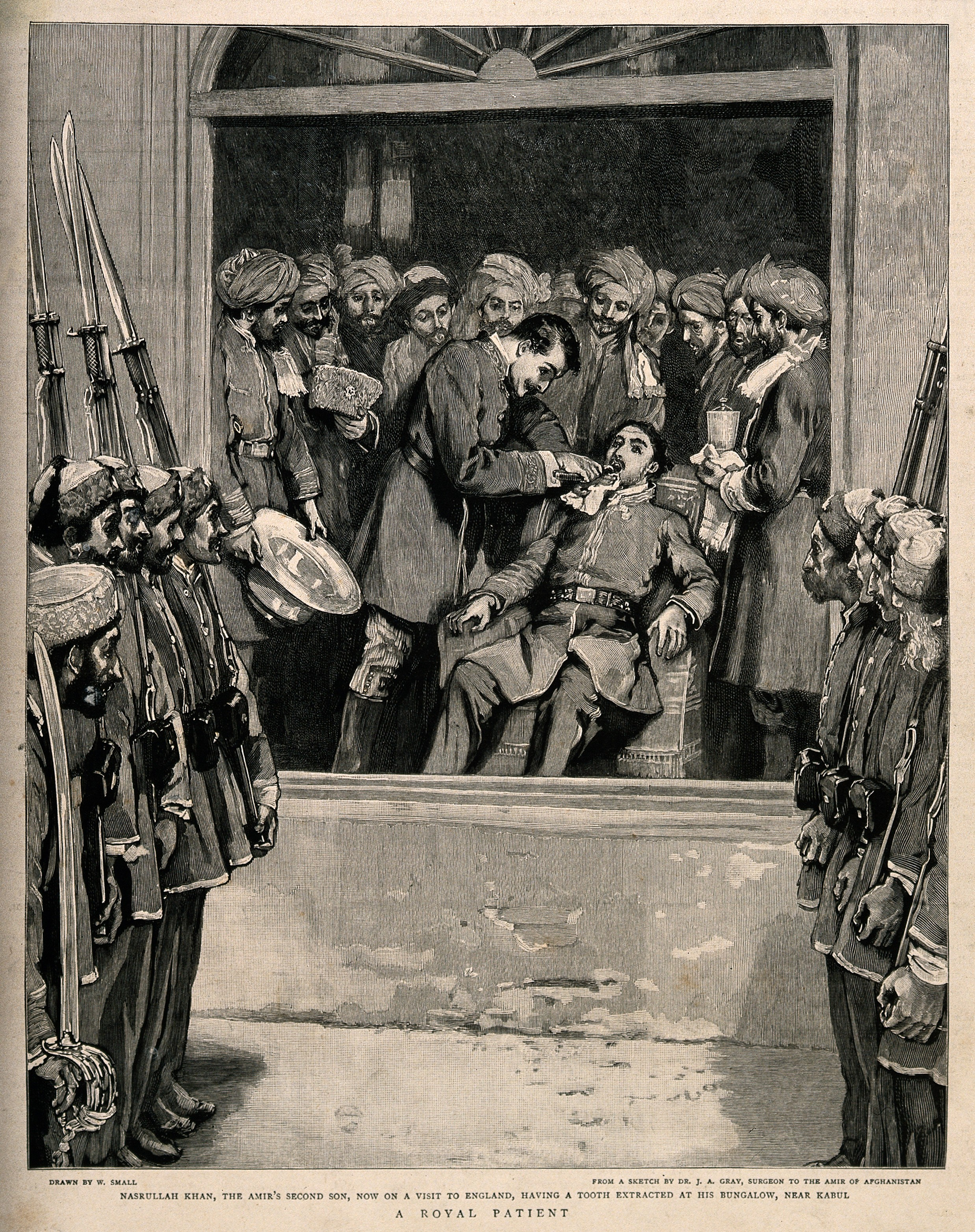
Nashrullah Khan durante il regno di suo padre si fece estrarre un dente pubblicamente davanti ai soldati per infondere loro coraggio.

### La visita in Inghilterra

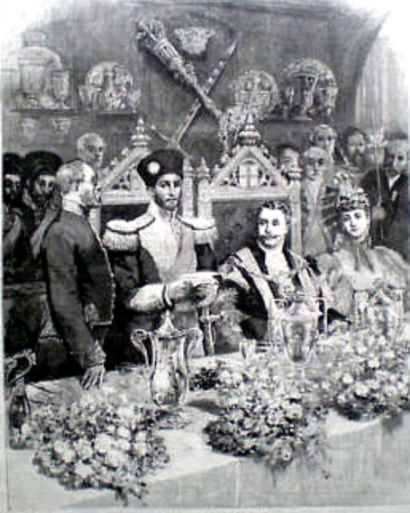
Il principe Nasrullah ad un pranzo ufficiale durante la sua visita in Inghilterra

Nel 1895 l'emiro Abdur Rahman Khan intendeva intraprendere una visita di stato in Inghilterra per portare il proprio omaggio all'ormai anziana regina Vittoria. Però la sua salute malferma non gli consentì di intraprendere quel viaggio e inviò al suo posto il figlio Nasrullah Khan. Nasrullah partì da Bombay il 29 aprile 1895 con un seguito di 90 dignitari, nobili, religiosi e funzionari. Il 23 maggio sbarcò a Portsmouth in Inghilterra.
Il 27 maggio 1895, lo shahzada venne ricevuto dalla regina al castello di Windsor. Durante questo suo viaggio visitò anche la Liverpool Overhead Railway, si recò ad Ascot, Glasgow, ed andò a visitare gli stabilimenti della Elswick Company Gun Range a Blitterlees Banks, oltre ad essere ospite di lord Armstrong a Cragside. Donò personalmente 2500 sterline ad Abdullah Quilliam per supportarlo nella costruzione del Liverpool Muslim Institute.
All'epoca il principe aveva solo 20 anni, non parlava inglese correttamente, e non fece una buona impressione alla stampa inglese. Un giornalista del Cumberland Pacquet lo descrisse come "un giovane flemmatico, impassibile e molto annoiato".
Il 3 settembre 1895 lasciò l'Inghilterra alla volta di Parigi, e poi andò a Roma ed a Napoli, giungendo a Karachi il 16 ottobre 1895. Tornò a Kabul passando per Quetta, Chaman e Kandahar. Il National Geographic Magazine lo definì il più lungo viaggio mai compiuto da un afghano.
Nel 1895, Nasrullah e suo fratello Habibullah ricevettero la gran croce dell'Ordine dei Santi Michele e Giorgio dalla regina Vittoria in riconoscimento al loro impegno per il Commonwealth britannico.

### Durante il regno di Habibullah
Il 3 ottobre 1901 il padre di Nasrullah, Abdur Rahman, morì all'età di 57 anni, ed il fratello maggiore di Nasrullah, Habibullah, ascese al trono dell'Afghanistan per diritto di primogenitura.
Prima della sua morte, Abdur Rahman aveva cercato con ogni mezzo di stroncare ogni opposizione alla stabilità del suo governo con leggi restrittive e vincoli. I suoi oppositori cercarono di riprendere possibilità di manovra dopo la sua morte, e videro in Nasrullah un potenziale alleato. Il principe era infatti profondamente pio ed aveva raggiunto la qualifica di Hafiz, ovvero "memorizzatore del Corano", dal momento che sapeva a memoria l'intero libro sacro islamico.
Riconoscendo nel fratello un possibile contendente al trono, Habibullah riuscì a placare gli animi e ad ottenere il supporto di Nasrullah. All'ascesa di Habibullah, questi nominò Nasrullah quale comandante in capo dell'esercito afghano e gli diede anche l'incarico di presidente del consiglio di stato. Per la fine del suo regno, Habibullah nominò Nasrullah suo erede al trono preferendolo ai propri figli. Per contro, il fratello minore di Nasrullah, Mohammed Omar Jar, e la madre di Mohammed, la regina vedova Bibi Hallima, si dimostrarono ostili a Habibullah e vennero tenuti in uno stato di "prigionia dorata", confinati sotto protezione di un drappello della guardia emirale.
Il livello di influenza di Nasrullah venne descritto da Angus Hamilton nel suo libro Afghanistan del 1910 come notevole e Habibullah come un governante "di volontà debole".

### Sentimenti anti-britannici

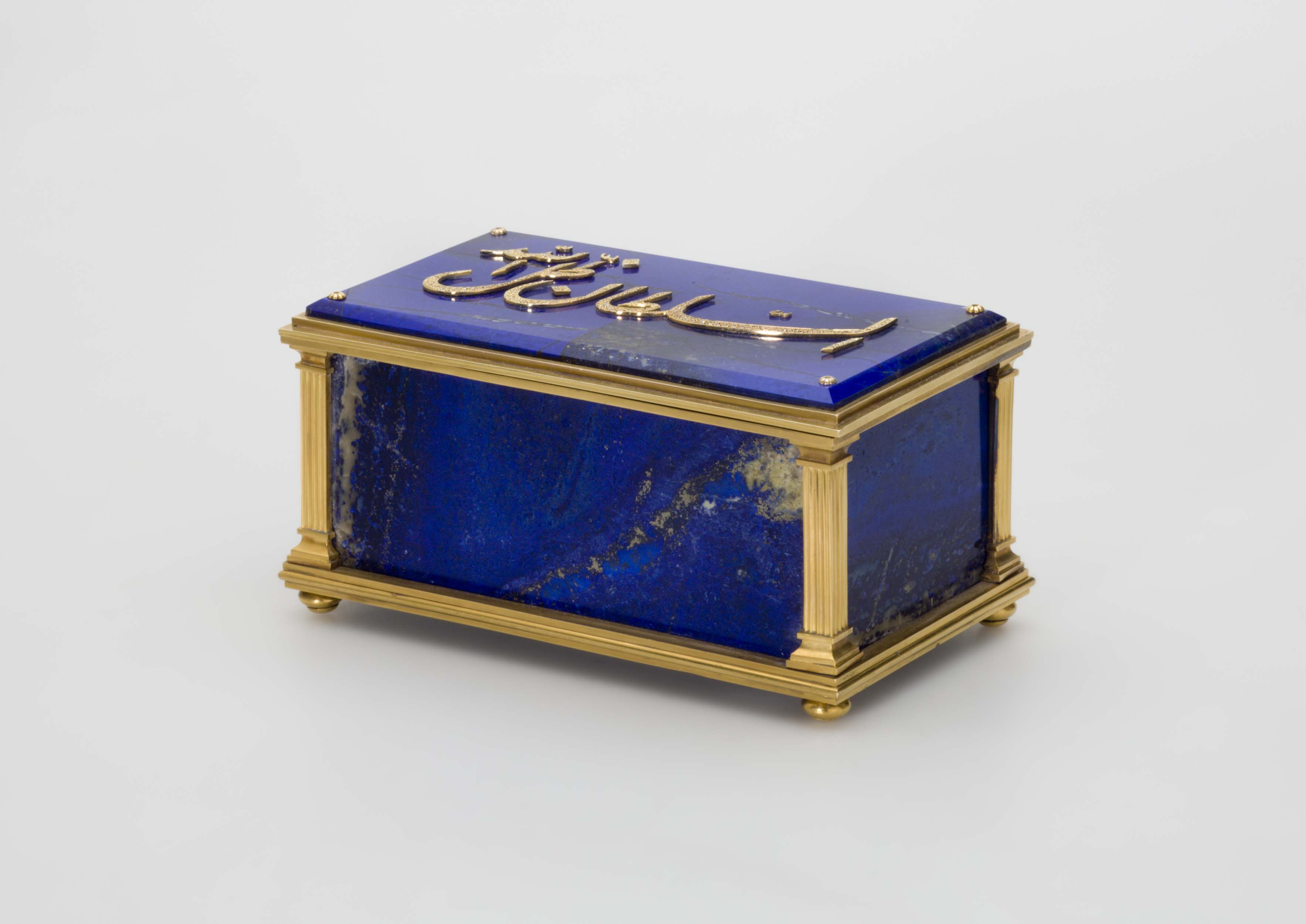
Una scatola di lapislazzuli donata come pegno di amicizia personale da Nasrullah Khan al principe Arturo, duca di Connaught e Strathearn

Malgrado il suo viaggio in Inghilterra, Nasrullah dimostrò ben poca simpatia nei confronti della politica estera inglese riguardante l'Afghanistan.
Quando Abdul Rahman Khan prese il trono dell'Afghanistan nel 1880, ereditò con esso anche i termini del trattato di Gandamak del 1878 che rendeva de facto l'Afghanistan un protettorato britannico. Il trattato, tra le altre condizioni, consentiva agli inglesi di controllare le relazioni estere dell'Afghanistan tramite la missione diplomatica presente a Kabul. Abdul Rahman Khan riuscì a cambiare i termini del trattato ottenendo che tutti i membri della missione inglese a Kabul fossero perlomeno musulmani indiani.
Il trattato di Gandamak richiedeva inoltre che il governo afghano tagliasse le proprie relazioni con le tribù indipendenti della regione che in precedenza si erano dimostrate fondamentali per il sostegno all'esercito di stato. Quando Habibullah divenne emiro gli venne fatta pressione dagli inglesi affinché rettificasse il trattato di Gandamak ma, pur avendolo fatto formalmente nel 1905, non era disposto a rinunciare alla sovranità né a troncare le relazioni coi capitribù locali.
Lo stesso Nasrullah Khan istigò più volte suo fratello Habibullah ad utilizzare la sua influenza su queste tribù per rafforzare la posizione degli afghani contro gli inglesi.
Nel 1904-05, sir Louis Dane (poi governatore della regione indiana del Punjab) tentò di stabilire una nuova missione britannica a Kabul che fosse maggiormente in linea coi termini del trattato, piano al quale Nasrullah si oppose con tutte le sue forze.
Con lo scoppio della prima guerra mondiale nel 1914, il movimento dei Giovani Afghani, capeggiato dal giornalista Mahmud Tarzi e dal figlio di Habibullah, Amanullah, invocò l'ingresso dell'Afghanistan in guerra al fianco degli imperi centrali e la Turchia, quindi in opposizione diretta all'Inghilterra. In questo ebbero ancora una volta il supporto di Nasrullah e delle fazioni religiose da lui rappresentate, simpatetiche nei confronti degli ottomani in quanto "fratelli islamici", ed invise agli "infedeli". Malgrado ciò, l'emiro Habibullah Khan giudicò l'Afghanistan troppo povero e debole per prendere parte in maniera consistente alla guerra, e dichiarò lo stato la neutralità, con frustrazione di Nasrullah e dei Giovani Afghani.
Nasrullah comunque utilizzò attivamente la sua influenza politica per dare assistenza ai turchi. Accolse infatti a Kabul la spedizione Niedermayer-Hentig nel 1915 (malgrado la promessa fatta al viceré inglese di bloccarla) e lo stesso principe si mise a disposizione dei soldati turchi. Nasrullah presentò i capi della spedizione al giornalista Mahmud Tarzi, spiccatamente anti-britannico. Continuò a dare il proprio supporto affinché la missione rimanesse a Kabul malgrado Habibullah continuasse a ribadire la neutralità dello stato. Infine nel 1916 Nasrullah si offrì di rimuovere Habibullah dal potere e di intraprendere una campagna contro l'India britannica col supporto delle tribù di frontiera, ma la delegazione della spedizione rifiutò di appoggiarlo non vedendovi un fine definito.
La spedizione turco-tedesca si ritirò nel 1916, ma non prima di aver convinto l'emiro Habibullah sul fatto che l'Afghanistan fosse una nazione indipendente e che dovesse rimanere tale di fronte agli inglesi. Con la fine della grande guerra, Habibullah chiese agli inglesi il conto dell'essere rimasto neutrale, ovvero l'indipendenza totale dell'Afghanistan e un seggio alla conferenza di pace di Versailles. Gli inglesi rifiutarono entrambe le richieste.

### Il breve regno e la morte
Nel febbraio del 1919, l'emiro Habibullah Khan si recò in un viaggio di caccia nella provincia di Laghman, al seguito di Nasrullah Khan, il suo primogenito Inayatullah, ed il comandante in capo del suo esercito Nadir Khan. La sera del 20 febbraio 1919, Habibullah venne assassinato nella sua tenda da Shuja ud-Dawla, uno dei suoi paggi, per ordine del figlio minore, Amanullah, lasciando Nasrullah quale erede e successore al trono afghano. Nasrullah in un primo momento si rifiutò di prendere il trono e dichiarò la sua fedeltà a Inayatullah, il primogenito del fratello maggiore. Inayatullah si rifiutò a sua volta e disse che suo padre avrebbe voluto Nasrullah quale suo erede come emiro. Tutte le tribù locali giurarono fedeltà a Nasrullah, che era uomo pio e religioso.
La corte si riunì a Jalalabad dove il 21 febbraio 1919 Nasrullah venne proclamato emiro, supportato dal primogenito di Habibullah, Inayatullah.
Avendo ricevuto la notizia della morte del padre, Amanullah Khan, figlio terzogenito di Habibullah, che era rimasto a Kabul in rappresentanza del sovrano, colse l'occasione per provare ad ascendere al trono e prese subito il controllo del tesoro di stato e dell'esercito della capitale della quale era comandante contro lo zio. Prese quindi il controllo di Kabul e dichiarò guerra a Nasrullah. Nasrullah non voleva spargimenti di sangue e pertanto disse ad Amanullah che avrebbe potuto tranquillamente ottenere la corona, mentre egli si sarebbe recato in esilio in Arabia Saudita. Amanullah Khan giurò sul Corano che nulla avrebbe fatto di male a Nastrullah se avesse deciso di tornare in Afghanistan e che anzi ne sarebbe stato contento. Temendo però che i sostenitori di Nasrullah sarebbero insorti contro di lui, Amanullah andò contro la sua promessa e fece imprigionare Nasrullah ed i suoi principali sostenitori. Il 28 febbraio 1919, Amanullah si proclamò emiro, ed il 3 marzo 1919 Nasrullah venne arrestato.
Il 13 aprile 1919, Amanullah tenne un Durbar a Kabul nel quale discusse della morte di Habibullah. Un colonnello dell'esercito afghano venne riconosciuto colpevole come mandante dell'omicidio e venne giustiziato. Lo stesso Nasrullah venne riconosciuto come complice nel fatto e venne pertanto condannato all'ergastolo ma venne poi fatto assassinare l'anno successivo nelle carceri reali.